# Oedothorax paludigena
Oedothorax paludigena är en spindelart som beskrevs av Simon 1926. Oedothorax paludigena ingår i släktet Oedothorax och familjen täckvävarspindlar. Inga underarter finns listade i Catalogue of Life.